# Federazione pallavolistica della Corea del Nord
La Federazione nordcoreana di pallavolo (eng. The Volleyball Association of the D.P.R. Korea) è un'organizzazione fondata per governare la pratica della pallavolo in Corea del Nord.
Organizza il campionato maschile e femminile, e pone sotto la propria egida la nazionale maschile e femminile.
Ha aderito alla FIVB nel 1955.